# Kopet-Dag
Das Kopet-Dag-Gebirge (auch Kopet Dag, Koppe Dag, Koppeh Dagh, Köpet Dag, turkmenisch Köpetdag, persisch کپه ‌داغ Kope-Dāgh, russisch Копетдаг) ist ein Gebirge an der Grenze zwischen Turkmenistan und Iran. 
Es befindet sich im Nordosten Irans und verläuft 645 Kilometer in südöstlicher Richtung vom Kaspischen Meer bis zum Hari Rud. Der höchste Berg des Gebirges ist der 3191 m hohe Kuh-e Qutschān in Iran.
Das Gebirge ist geologisch relativ jung, was sich auch an den häufig auftretenden Erdbeben zeigt. So wurde die im Norden des Gebirges liegende turkmenische Hauptstadt Aşgabat bei einem schweren Erdbeben im Jahr 1948 fast vollständig zerstört. Auf einer 809 Meter hohen Bergkuppe des Kopet-Dag-Gebirges steht der Fernsehturm Turkmenistan. 